# Stemmatodus
Stemmatodus es un género extinto de peces de la familia Pycnodontidae.

## Descripción
Este género de peces vivió hace más de 130 millones de años y medía aproximadamente 6 cm de longitud (4,33 pulgadas). Se trata de peces picnodóntidos que se caracterizaban por contar con dientes aplanados, posiblemente esto les ayudaba a triturar diversidad de especies marinas como moluscos y criaturas con concha. Se sabe que los dientes vomerianos están presentes en tres filas longitudinales, aquellos de la fila principal son más anchos que los laterales, según los estudios realizados a una especie. Las coronas son planas, con depresión apical poco profunda. Probablemente estas especies del género se distinguían de las demás por sus dientes.

## Distribución
Se han encontrado fósiles de este género en Italia (lo que sugiere que pudo habitar en este país), aunque no se sabe con certeza si los mismos provengan de otras localidades o lugares.